# Marc (cèsar)
Marc (en llatí Marcus, en grec antic Μάρκος) va ser el fill de l'emperador Basilisc, que va accedir al tron després que una revolta obligués l'emperador Zenó a abandonar Constantinoble. La seva mare era Zenònia.
El seu pare el va nomenar cèsar i una mica després august i coemperador l'any 475. Per ordre de l'emperador Zenó, que havia recuperat el poder, va ser executat el 477 a Capadòcia junt amb el seu pare i els altres membres de la família. Apareix amb el seu pare en algunes monedes de l'època.

## Biografia

### Ascens al poder
Marc era el fill de Basilisc i Zenònia. Quan l’emperador Lleó I va caure malalt l’any 473, va coronar al seu net, Lleó, fill de Zenó i Ariadna, emperador (r. 474). En morir Lleó I el 18 de gener del 474, Lleó II va ser coronat com a emperador. Al ser encara un nen, el 29 de gener es va coronar a Zenó com a coemperador. Lleó II va morir a l’octubre d’aquell mateix any, deixant a Zenó com a únic emperador oriental. Zenó era molt impopular, tant entre el poble com entre els senadors, en part simplement pels seus orígens isàurics, un poble que s’havia fet impopular durant el regnat d’Arcadi (r. 395-408), i també perquè durant el seu regnat va promocionar a molts isauris a llocs de responsabilitat. Tot i que Verina, esposa de Lleó I, emperadriu i sogra de Zenó, havia donat suport a l’elevació d'aquest com a coemperador de Lleó II, li va retirar el suport quan es va convertir en governant únic. Verina va començar a conspirar per destronar-lo, i els historiadors concorden que pretenia instal·lar al seu amant, el mestre dels oficis, Patrici, com a emperador i casar-s’hi. Va aconseguir el suport del rei dels ostrogots de la Tràcia, Teodoric Estrabó, Basilisc qui va ser capaç de convèncer als germans isauris i generals Il·los i Trocund, així com al nebot de Basilisc, Armat. El complot tenia el suport de l’exèrcit, comptava amb la popularitat de Basilisc, reforçada per la d’Il·los i Trocund, entre les tropes, i també comptava amb el suport del Senat. La postura del Patriarca de Constantinoble, Acaci, no està clara, tot i que la historiadora Kamilla Twardowska creu que hauria donat suport a qualsevol dels dos bàndols un cop el resultat fos clar. La data exacte de quan va conspiració es desconeix; l’historiador Maciej Salamon creu que va començar a l’entorn del 473, però Twardowska creu que comença quan Zenó assoleix el poder únic. La conspiració va tenir èxit, Zenó va abandonar la capital, el 9 de gener del 475, refugiant-se a la seva terra natal, en conèixer la traïció o convençut per Verina de que la seva vida corria perill. Basilisc va convèncer el Senat, i va ser aclamat emperador enlloc de Patrici, i coronat al palau de l’Hebdomon. De manera immediata, Basilisc, va coronar a Marc com a Cèsar i posteriorment el va elevar a coemperador.

### Regnat amb Basilisc

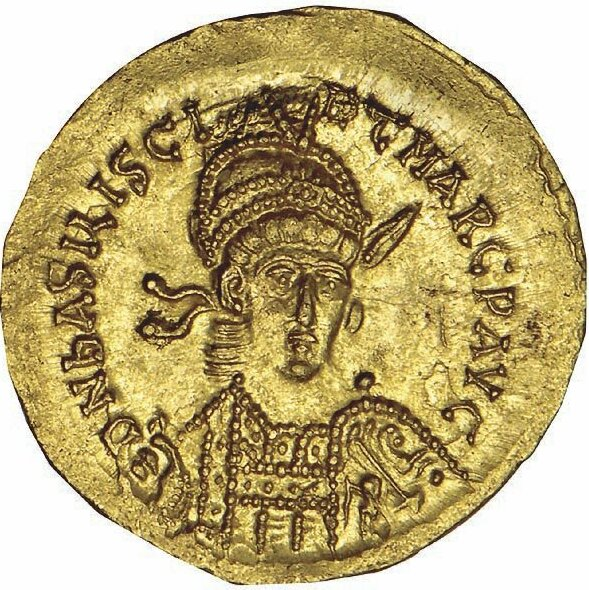
Sòlid de Basilisc amb la llegenda BASILISCI ET MARC P. AVG

Basilisc va perdre ràpidament el suport a Constantinoble, a causa d'una combinació d'elevats impostos i polítiques eclesiàstiques herètiques, així com d'un desastre natural. Un gran incendi va esclatar al barri de Chalkoprateia l'any 475/476, abans de propagar-se ràpidament. Il·los i Trocund, que assetjaven Zenó a Isàuria, es van passar al seu bàndol. L'historiador romà d'Orient Teòfanes el Confessor va atribuir la traïció d'Il·los i Trocund a l'incompliment de les promeses de Zenó; tot i que Teòfanes no detalla explícitament què es va prometre, molts historiadors consideren que Zenó els havia promès a tots dos el càrrec de magister militum . Tanmateix, l'historiador Mirosław Leszka ho qüestiona, argumentant que la raó més probable per la qual Teòfanes no especifica les promeses és que les va inventar. Leszka dubta que Basilisc confiés el comandament militar a homes als quals havia mentit, i argumenta que estaven motivats per la por que Basilisc fos enderrocat o per l'oposició religiosa a ell. Des del febrer/març del 476, Basilisc va romandre a l'Hebdomon, per por a la població de la capital; aquesta notícia també podria haver motivat Il·los i Trocund, que també havien rebut cartes de ministres de la capital. Aquestes cartes els informaven que la ciutat estava ara preparada per restaurar Zenó, ja que el poble s'havia tornat encara menys partidari de Basilisc a causa de la "rapacitat fiscal dels seus ministres", com diu Bury. Il·los havia fet captiu feia poc a Longí, el germà de Zenó, i pensant que retenir-lo com a hostatge li donaria pes davant l'emperador deposat, va acordar aliar-se amb Zenó i van començar a marxar cap a Constantinoble amb les seves forces combinades.
Basilisc va ordenar a Armat que prengués el comandament de totes les tropes de Tràcia i Constantinoble, així com de la guàrdia del palau, i es dirigís contra els tres. Malgrat el seu jurament de lleialtat, Armat va trair a Basilisc quan Zenó li va oferir fer-lo magister militum praesentalis de per vida, i fer el seu fill, Basilisc, fos coronat com a Cèsar. Va permetre que Zenó passés a Constantinoble sense obstacles, i Zenó va entrar-hi sense oposició l'agost del 476. Basilisc, Marc i la seva família van fugir i es van amagar en una església, marxant només quan Zenó va jurar que no els executaria. Zenó els va fer exiliar a Limnae, a Capadòcia, on van ser empresonats en una cisterna seca i se'ls va deixar morir de fam. Segons algunes fonts, en comptes d'això van ser decapitats.

## Biografia
- Burgess, William Douglas (1992). "Isaurian Factions in the Reign of Zeno the Isaurian". Latomus. 51 (4): 874–880. JSTOR 41536458.
- Bury, J.B. (1923). Bill Thayer (ed.). History of the Later Roman Empire from the Death of Theodosius I to the Death of Justinian. New York: Dover Publications. ISBN 978-0-4861-4338-5.
- Croke, Brian (2004). "The Imperial Reigns of Leo II". Byzantinische Zeitschrift. 96 (2): 559–575. doi:10.1515/BYZS.2003.559. S2CID 191460505.
- Elton, Hugh (1998). "Flavius Basiliscus (AD 475–476)". De Imperatoribus Romanis. Archived from the original on 8 July 2021. Retrieved 2 October 2021.
- Friell, Gerard; Williams, Stephen (2005). The Rome that Did Not Fall: The Survival of the East in the Fifth Century. London: Routledge. ISBN 978-1-134-73545-7.
- Grierson, Philip (1992). Catalogue of Late Roman Coins in the Dumbarton Oaks Collection and in the Whittemore Collection: From Arcadius and Honorius to the Accession of Anastasius. Washington, D.C.: Dumbarton Oaks Research Library and Collection. ISBN 9780884021933.
- Jones, Arnold Hugh Martin; Martindale, J. R.; Morris, J. (1980). The Prosopography of the Later Roman Empire: Volume 2, AD 395–527. Cambridge: Cambridge University Press. ISBN 978-0-521-20159-9.
- Kosiński, Rafał (2010). "Acacius, Bishop of Constantinople in the years AD 472–489". U schyłku starożytności - Studia źródłoznawcze (in Polish). 9. ISSN 2080-8097.
- Leszka, Mirosław Jerzy (2013). "The Career of Flavius Appalius Illus Trocundes". Byzantinoslavica: Revue internationale des Études Byzantines. 71 (1–2). ISSN 0007-7712.
- Ostrogorsky, George (1956). History of The Byzantine State. New Brunswick, Canada: Rutgers University Press. ISBN 9780813511986. OCLC 422217218.
- Redies, Michael (1997). "Die Usurpation des Basiliskos (475-476) im Kontext der aufsteigenden monophysitischen Kirche". Revue Internationale d'Histoire et d'Archéologie (IVe-VIIe siècle) (in German). 5: 211–221. doi:10.1484/J.AT.2.300972.
- Salamon, Maciej (1994). "Basiliscus cum Romanis suis". Studia Moesiaca. OCLC 38043191.
- Stein, Ernst (1959). Histoire du Bas-Empire: Volume 1. Paris, France: Desclée de Brouwer. OCLC 6752757.
- Twardowska, Kamilla (2014). "Empress Verina and the Events of 475-476". Byzantinoslavica - Revue internationale des Études Byzantines. 72 (1–2). ISSN 0007-7712.